# Divisió de Medak Gulshanabad
La divisió de Medak Gulshanabad fou una antiga entitat administrativa de l'Índia, al principat d'Hyderabad, formada el 1905 amb l'antiga divisió de Bidar, que va agafar el nom de les ciutats de Gulshanabad i Medak, i fou constituïda inicialment per quatre districtes:
- Districte de Nizamabad (Indur)
- Districte de Medak
- Districte de Mahbubnagar
- Districte de Nalgonda

Hi havia 11 ciutats i 2.747 pobles. Les principals ciutats eren Nizamabad, Medak, Sadaskopet, Siddipet, Mahbubnagar, Naravanpet, Nalgonda, i Bhongir. La capital era Patancheru.
Altres dos districtes foren part després de la divisió:
- Atraf-i-balda
- Districte d'Hyderabad